# Macrojoppa cuschiana
Macrojoppa cuschiana är en stekelart som först beskrevs av Embrik Strand 1921.  Macrojoppa cuschiana ingår i släktet Macrojoppa och familjen brokparasitsteklar. Inga underarter finns listade i Catalogue of Life.